# Kubra Noorzai
Kubra Noorzai (Kabul, 1932-1986) fue una política afgana. Fue la primera mujer en convertirse en ministra de gobierno del país, desempeñándose como Ministra de Salud Pública entre 1965 y 1969.

## Trayectoria
Noorzai nació en Kabul. Estudió en el Liceo Malalaï, antes de graduarse en la Facultad de Ciencias de la Universidad de Kabul. Regresó al Liceo Malalaï, donde llegó a ser su directora y, más tarde, dirigió la Facultad de Mujeres de la Universidad de Kabul. En 1958 se trasladó a Francia, donde estudió durante un año en la Universidad de París.
Trabajó como inspectora escolar en escuelas de niñas y sirvió como directora del Instituto de Beneficencia Femenina en Kabul. También se convirtió en Decana de la Facultad de Economía Doméstica.
Noorzai fue una de las primeras mujeres en dejar de usar velo en público, después de que la reina Humaira Begum diera ejemplo al aparecer sin el suyo en 1959. Fue delegada afgana en la UNESCO y en el Congreso Internacional de Mujeres reunido en Dublín. En 1964, fue nombrada por el rey Mohamed Zahir Shah miembro de un comité asesor que revisó el proyecto de constitución de 1964, que otorgaba a las mujeres el derecho a votar y a ser elegidas.
Tras las elecciones de agosto-septiembre de 1965, fue nombrada Ministra de Salud Pública por el primer ministro Mohammad Hashim Maiwandwal el 1 de diciembre de 1965, siendo la primera mujer ministra en Afganistán. Permaneció en el cargo hasta 1969.
Como directora del Instituto de la Mujer, fue elegida miembro de la Jirga en 1977 durante el gobierno del presidente Mohammed Daoud Khan.
Nunca se casó y murió en su casa del barrio Kārte Seh de Kabul en 1986.